# Untes
Untes (llamada oficialmente Santo Estevo de Untes) es una parroquia y un lugar del municipio español de Orense, en la provincia de Orense, Galicia.

## Toponimia
La parroquia también es conocida por el nombre de San Esteban de Untes.

## Organización territorial
La parroquia está formada por nueve entidades de población:
- Barrio
- Cacabelos
- Esparreliña (A Esparreliña)
- Figueiredo
- Iglesia (A Eirexa)
- Outeiro (O Outeiro)
- Sas
- Sobreiral (O Sobreiral)
- Untes

## Demografía

### Parroquia
| Gráfica de evolución demográfica de Untes (parroquia) entre 2000 y 2023 |
|                                                                         |
| Datos según el nomenclátor publicado por el INE.                        |

### Lugar
| Gráfica de evolución demográfica de Untes (lugar) entre 2000 y 2023 |
|                                                                     |
| Datos según el nomenclátor publicado por el INE.                    |